# Deer (pistola)
A pistola Deer, desenvolvida pela CIA, foi a sucessora da pistola Liberator. A Deer destinava-se à distribuição aos guerrilheiros sul-vietnamitas como uma arma contra os soldados norte-vietnamitas.

## História
Uma produção de 1.000 pistolas Deer foi feita em 1964 como uma tiragem inicial, com o custo final projetado em US$ 3,95 por pistola (equivalente a US$ 37 em 2022). Em vez de a guerra do Vietnã ser uma pequena guerra clandestina, tornou-se uma guerra em grande escala, onde a Deer não seria tão útil quanto previsto. Algumas Deer foram avaliadas no Vietnã, mas o destino do resto é desconhecido. A maioria das fontes afirma que todas foram destruídas.